# T-profiel

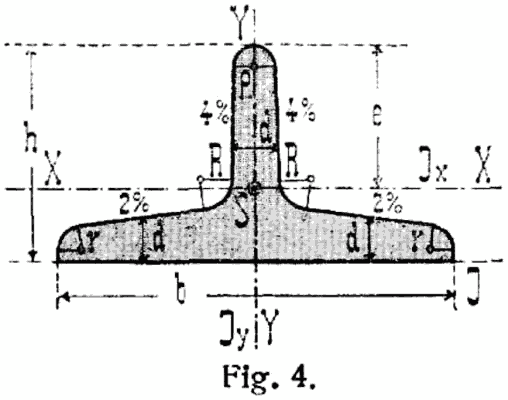
Stalen T-profiel

Een T-profiel is een stalen profiel in de vorm van een T. De meest voorkomende hoogte- en breedtematen lopen van 30 tot 140 mm. De EN-norm is 10055:1995-12.
Andere profieltypen, zie Profielstaal